# Aeroportul Stara Zagora
Aeroportul Stara Zagora (IATA: SZR, ICAO: LBSZ) este un aeroport din Stara Zagora, Comuna Stara Zagora, Stara Zagora, Stara Zagora, Bulgaria ce deservește zona Stara Zagora. A fost numit după zona deservită.
Situat la o altitudine de 196 m, aeroportul dispune de o singură pistă.